# Novel

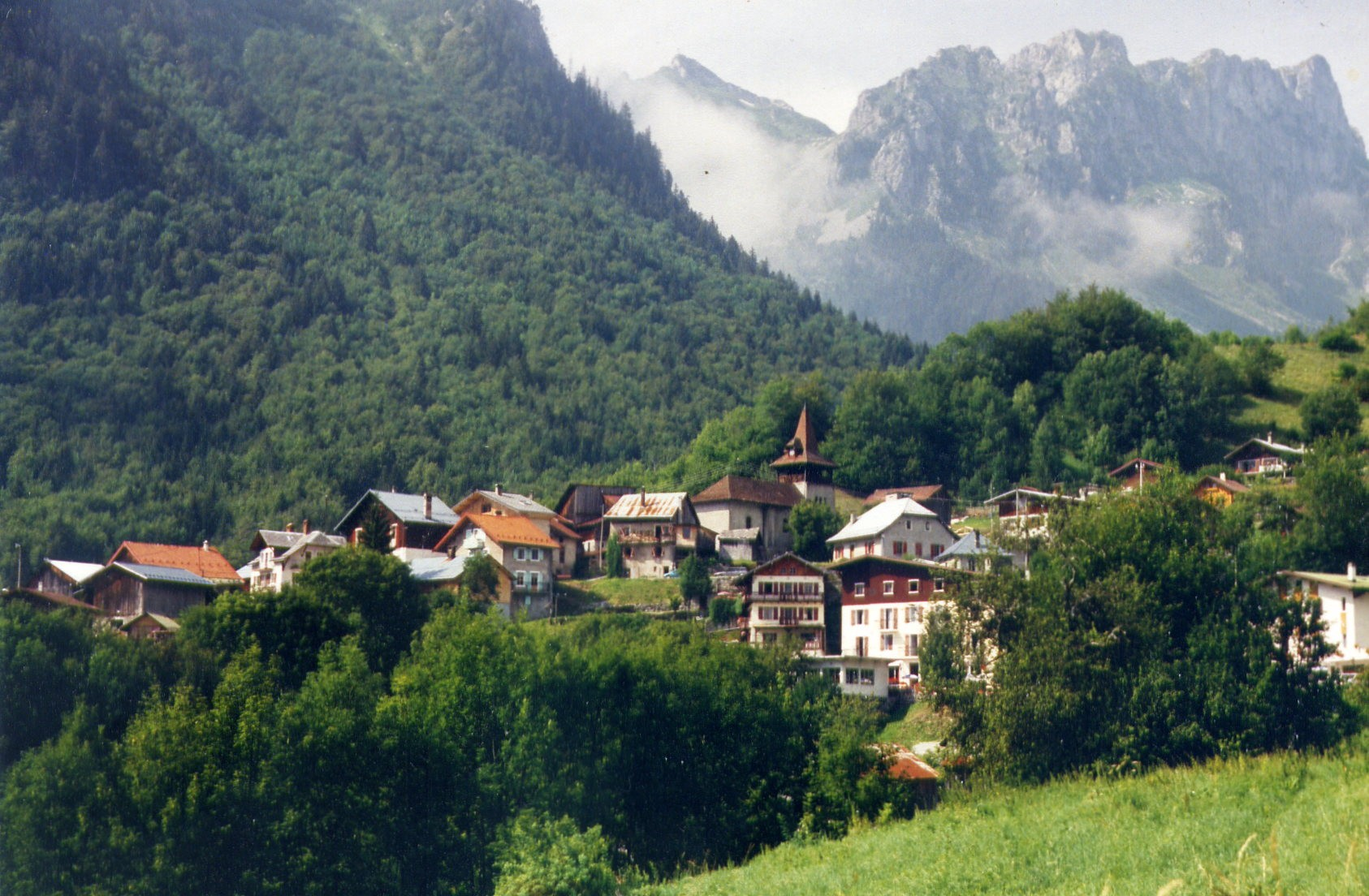

Novel is een gemeente in het Franse departement Haute-Savoie (regio Auvergne-Rhône-Alpes) en telt 52 inwoners (2009). De plaats maakt deel uit van het arrondissement Thonon-les-Bains.

## Geografie
De oppervlakte van Novel bedraagt 10,5 km², de bevolkingsdichtheid is dus 5 inwoners per km².
De onderstaande kaart toont de ligging van Novel met de belangrijkste infrastructuur en aangrenzende gemeenten.

## Demografie
Onderstaande figuur toont het verloop van het inwonertal (bron: INSEE-tellingen).